# هاري غريفين
هاري غريفين (21 أبريل 1873 في المملكة المتحدة - 26 سبتمبر 1938) (بالإنجليزية: Harry Griffin)‏ هو لاعب كريكت بريطاني وبريطاني (وحمل سابقاً جنسية المملكة المتحدة لبريطانيا العظمى وأيرلندا). لعب مع نادي مقاطعة سومرست للكريكت ‏.